# Бернациці (Опольське воєводство)
Бернациці (пол. Bernacice, нім. Wernersdorf) — село в Польщі, у гміні Ґлубчиці Ґлубчицького повіту Опольського воєводства.
Населення — 94 особи (2011).

## Демографія
Демографічна структура станом на 31 березня 2011 року:
|          | Загалом | Допрацездатний вік | Працездатний вік | Постпрацездатний вік |
| -------- | ------- | ------------------ | ---------------- | -------------------- |
| Чоловіки | 51      | 14                 | 34               | 3                    |
| Жінки    | 43      | 4                  | 26               | 13                   |
| Разом    | 94      | 18                 | 60               | 16                   |